# She & Him
She & Him es un dúo de indie folk estadounidense formada por Zooey Deschanel (voz, piano, ukulele y pandereta) y M. Ward (guitarra y producción). El primer álbum de esta banda, Volume One, fue lanzado por Merge Records en marzo de 2008. El dúo aumenta con los músicos de sesión Rachel Blumberg (batería), Mike Mogis (guitarra acústica con pedal y mandolina) y Mike Coykendall (bajo, guitarra).

## Historia
Deschanel y Ward se conocieron en el rodaje de la película The Go-Getter, en la que la actriz tuvo un papel estelar. El director, Martin Hynes, les presentó el uno al otro y les pidió que hacer un dueto juntos para ser emitido en los créditos finales de la película. Decidieron realizar la canción titulada "When I Get to the Border" de Richard y Linda Thompson. Ambos se unieron por un interés común en las grabaciones producidas por George Martin y Phil Spector y sobre todo de las producidas por Ralph Peer como The Carter Family.
Ward, después de haber oído cantar a Deschanel previamente en la película Elf, se sorprendió al saber que ella misma escribió canciones, pero que nunca había seguido una carrera musical. En realidad, Deschanel había hecho durante años grabaciones caseras, pero nunca se atrevió a publicarlas. Un día, por capricho, decidió enviárselas a Ward. Ward llamó poco tiempo después, diciéndole que le gustaría grabar sus canciones correctamente, y su banda She & Him se formó.

### Volume One
La pareja comenzó a colaborar vía correo electrónico, Ward trabajando en su estudio de Portland y Deschanel en su casa de Los Ángeles. La ciudad tuvo una gran influencia en la música de Deschanel, evocando largos paseos por las carreteras de la costa escuchando a Brian Wilson y grandes piezas de la década de los 1970. La escena musical de California también ha alimentado la producción de Ward, hasta tal punto que ha inspirado algunas de sus obras posteriores de guitarra con cantantes de country alternativo como Jenny Lewis.
Ward se pasaba el tiempo "jugueteando" con la música después de que Deschanel se la pasaba, y en algunas ocasiones era Zooey quien en su estudio daba los últimos toques. Grabaron el disco en Portland en diciembre de 2006 y en febrero - marzo de 2007. Les llevó tres sesiones de grabación para terminar el álbum. También grabaron en los estudios de Mike Coykendall y Adam Selzer y tuvieron una sesión de mezcla con Mike Mogis en su estudio de Omaha (Nebraska) tanto en abril como en mayo de 2007. El álbum es un buen ejemplo de lo que se conoce como el sonido de Omaha.
Se tomaron un descanso mientras Ward estuvo de gira y Deschanel grabando una película. Su álbum fue lanzado el 18 de marzo de 2008. Sin embargo, su primera aparición pública había sido un año y dos meses antes en la proyección de The Go-Getter en el Festival de Cine de Sundance. Participaron de forma esporádica en otros eventos y finalmente dieron su primera gira en el verano de 2008.
Paste magazine declaró el debut de She & Him el álbum nº 1 del año.

### Gira 2008

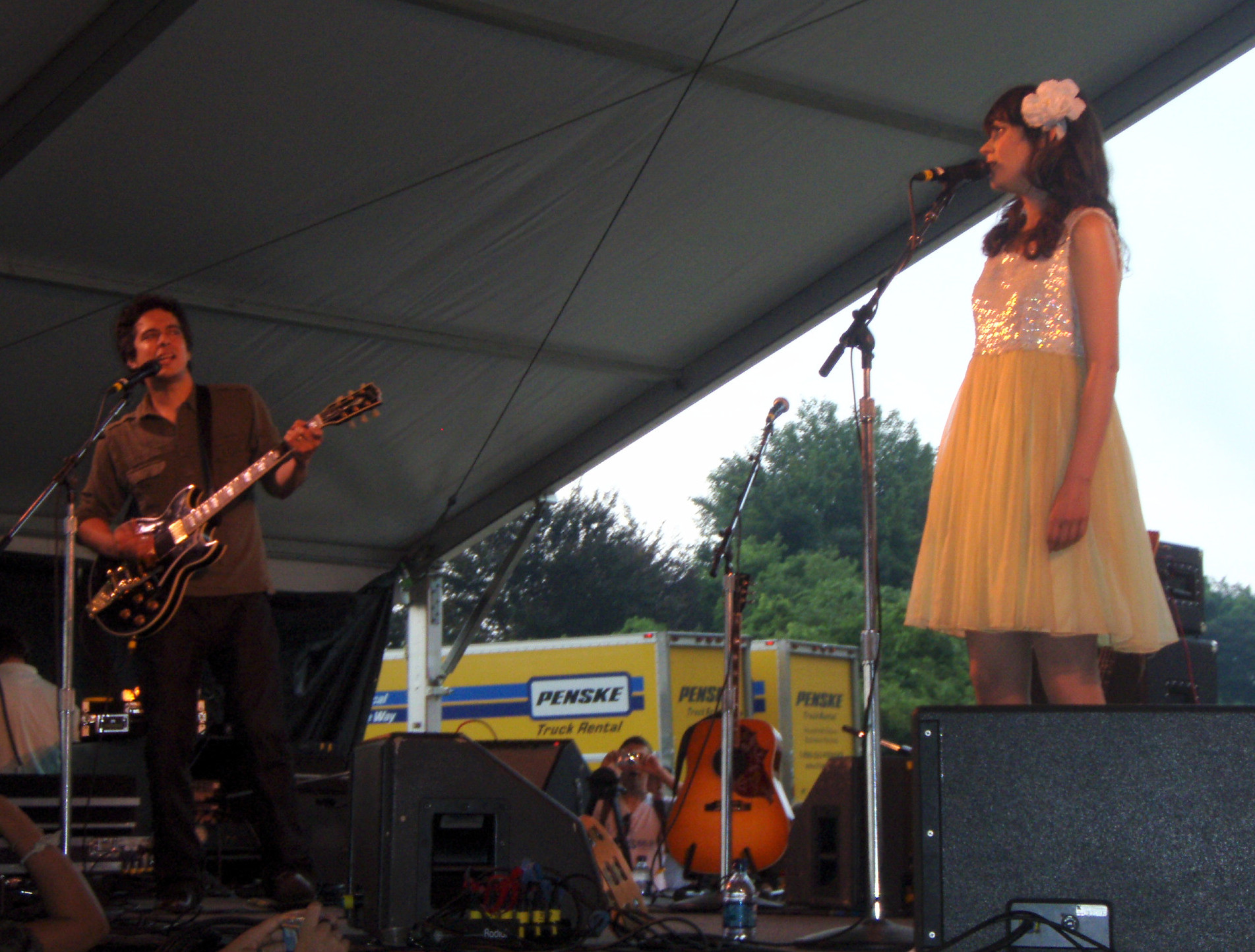
She & Him actuando en Newport Folk Festival (2 de agosto de 2008)

Actuaron en el Festival South by Southwest en marzo de 2008 y se fueron de gira durante julio y agosto de ese mismo año.

### Volume Two
El 17 de marzo de 2010 lanzaron su segundo álbum Volume Two. El álbum recoge canciones como Ridin' in My Car, Gonna Get Along Without You Now e In the Sun, entre otras.

### Gira 2010
She & Him comenzaron su gira la primavera de 2010, realizado conciertos en los Estados Unidos, incluyendo los festivales de música South by Southwest, Coachella, Bonnaroo, Savannah, Sasquatch, Nateva, Verge y el LouFest. También la gira siguió por Europa, visitando Londres, Madrid, Barcelona, París, Berlín, Copenhague, Estocolmo, Oslo y Ámsterdam.

### A Very She & Him Christmas
A Very She & Him Christmas, fue anunciada en Pitchfork.com en septiembre de 2011. Es un álbum de 12 pistas que fue lanzado el 24 de octubre de 2011.

### Classics
Classics, es el quinto álbum de estudio del dúo, seguido por Christmas Party. Classics fue anunciado a través de un video en YouTube, contó con 13 versiones los cuales en palabras de Zooey Deschanel son sus canciones favoritas, por lo que era su sueño grabar dichos temas en una forma que enaltecieran las letras y la belleza de las melodías. Esta producción contó con la participación de una orquesta conformada por 20 músicos. Classics estuvo disponible a partir de octubre de 2014.

### Christmas Party
Christmas Party es el segundo álbum de Navidad y el sexto álbum de estudio de la banda. El 15 de septiembre de 2016 lo anunciaron, el cual fue lanzado el 28 de octubre de ese mismo año y presenta varias versiones de canciones clásicas de vacaciones. Las críticas fueron generalmente favorables.

## Discografía

### Álbumes de estudio
| Año  | Detalles del álbum | Posiciones max. en las listas | Posiciones max. en las listas | Posiciones max. en las listas | Posiciones max. en las listas | Posiciones max. en las listas | Posiciones max. en las listas | Posiciones max. en las listas |
| Año  | Detalles del álbum | US                            | AUS                           | FRA                           | IRE                           | SPA                           | SWE                           | UK                            |
| ---- | --- | ----------------------------- | ----------------------------- | ----------------------------- | ----------------------------- | ----------------------------- | ----------------------------- | ----------------------------- |
| 2008 | Volume One - 1.er álbum de estudio - Lanzamiento: 18 de marzo de 2008 (US), 14 de julio de 2008 (UK) - Género: Indie pop, Country alternativo, Country - Discográfica: Merge Records (US), Double Six Records (UK) | 71                            | —                             | —                             | —                             | —                             | —                             | —                             |
| 2010 | Volume Two - 2.o álbum de estudio - Lanzamiento: 23 de marzo de 2010 (US), 5 de abril de 2010 (UK) - Género: Indie pop, Indie folk - Discográfica: P-Vine, Merge, Double Six                                       | 6                             | 49                            | 104                           | 29                            | 87                            | 28                            | 62                            |
| 2011 | A Very She & Him Christmas - 3.er álbum de estudio - Lanzamiento: 24 de octubre de 2011 - Discográfica: Merge Records                                                                                              | -                             | -                             | -                             | -                             | -                             | -                             | -                             |
| 2013 | Volume Three - 4.o álbum de estudio - Lanzamiento: 7 de mayo de 2013 (US), 13 de mayo, 20103 (Europa) - Discográfica: Merge Records - Formatos: CD, LP, Casete, descarga digital                                   | -                             | -                             | -                             | -                             | -                             | -                             | -                             |
| 2014 | Classics - 5.o álbum de estudio - Lanzamiento: octubre de 2014 - Género: - - Discográfica: Columbia Records | —                             | —                             | —                             | —                             | —                             | —                             | —                             |
| 2016 | CHRISTMAS PARTY - 6.o álbum de estudio - Lanzamiento: 28 de octubre de 2016 - Género: - - Discográfica: Columbia Records                                                                                           | —                             | —                             | —                             | —                             | —                             | —                             | —                             |

### Sencillos
| Año  | Sencillo                       | Posiciones peak en los Charts | Álbum      |
| Año  | Sencillo                       | FRA                           | Álbum      |
| ---- | ------------------------------ | ----------------------------- | ---------- |
| 2008 | "Why Do You Let Me Stay Here?" | —                             | Volume One |
| 2010 | "In the Sun"                   | 89                            | Volume Two |
| 2010 | "Thieves"                      | —                             | Volume Two |